# Гостиный двор (Тула)
"Гостиный двор" — торгово-развлекательный центр в Туле, открытый 26 июля 2012 года. Располагается в самом центре Тулы по адресу ул. Советская, 47, в непосредственной близости от Тульского кремля.

## Описание
Строительство началось в 2008 году на месте сквера. Открытие комплекса длительное время откладывалось, из-за целого ряда замечаний к застройщику, в частности из-за отсутствия необходимого количества парковочных мест. С критикой по поводу открытия центра также выступил и губернатор Тульской области Владимир Груздев. От застройщика требовалось выделить для парковки не менее 1100 мест, при этом центр мог предоставить их не более 300. По заверению директора комплекса Рафика Папяна, к 2013 году планировалось ввести в эксплуатацию новую двухуровневую парковку, однако к настоящему времени она так и не открыта.
Общая площадь комплекса составляет 51 тыс. кв. м. из них 29 тыс. кв. м. отдано в аренду. Арендаторами являются более 150 магазинов, гипермаркет электроники и бытовой техники, шестизальный кинотеатр «Люксор» (До 25 декабря 2021 кинотеатр назывался "КиноСити".  Из-за «аварии в системе электроснабжения» он закрылся на реконструкцию.), детский развлекательный центр, а также ресторан, ряд кафе и предприятий быстрого обслуживания. Также здесь располагается одноимённая гостиница. В июне 2014 года в здании открылся Центральный Дворец Бракосочетания.